# Shahrestān di Ramshir
Lo shahrestān di Ramshir (farsi شهرستان رامشیر) è uno dei 26 shahrestān del Khūzestān, in Iran. Il capoluogo è Ramshir. Lao shahrestān è suddiviso in 2 circoscrizioni (bakhsh):
- Centrale (بخش مرکزی)
- Moshrageh (بخش مشراگه)